# Satyrus monotona
Satyrus monotona är en fjärilsart som beskrevs av Ramon Agenjo Cecilia 1963. Satyrus monotona ingår i släktet Satyrus och familjen praktfjärilar. Inga underarter finns listade.